# 12. század

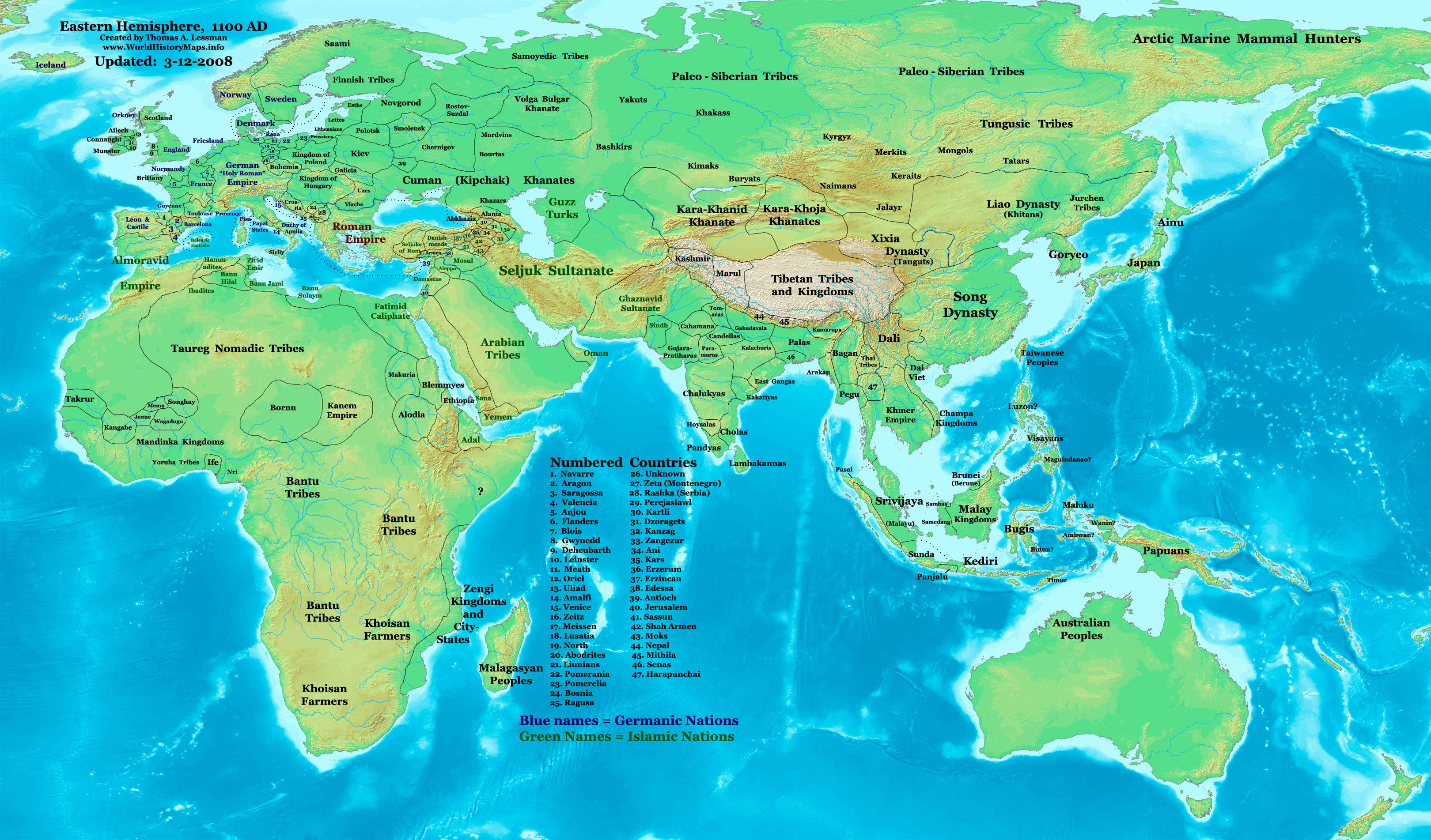
A világ keleti fele a 12. század kezdetén (angol nyelvű)

A 12. század az 1101–1200 közötti éveket foglalja magába.

## Események

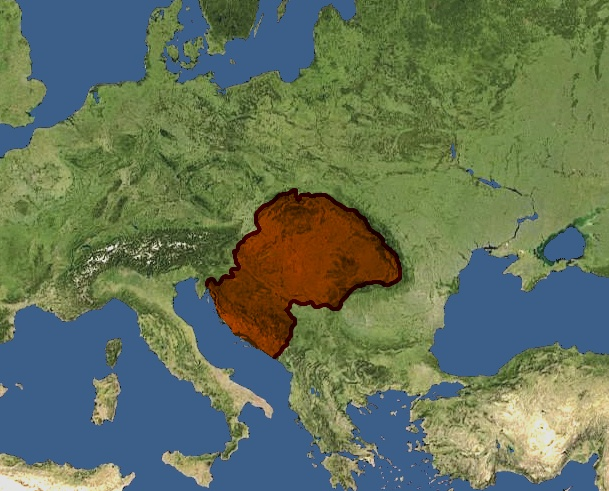
A Magyar Királyság a század végén

### Magyar Királyság
- 1105: Könyves Kálmán király dalmáciai hadjárata.[1]
- 1116: Könyves Kálmán halála. II. István lesz a király.[1]
- 1127: II. István magyar király – miután a császár nem szolgáltatta ki számára Álmos herceget – betör a Bizánci Birodalomba. (A magyar sereg beveszi Nándorfehérvárt, Nist, Szófiát. Feldúlja Trákiát és Macedóniát.)[2]
  - A bizánci sereg ellentámadása során a Dunán átkelve Haram váránál súlyos vereséget mér a magyarokra és elfoglalja a Szerémséget.
- 1131: II. Béla lesz a király (1141-ig)[1]
- 1141: II. Géza lesz a király (1162-ig)[1]
- 1162 - 1163: II. Géza halálával trónviszály. Három különböző királyt választanak meg.[3]
- 1172: III. Béla lesz a király (1196-ig uralkodik)[3]
- 1192 - 1197: A Pray-kódex összeállítása. Benne található a Halotti beszéd és könyörgés.

### Európa és a Mediterránium

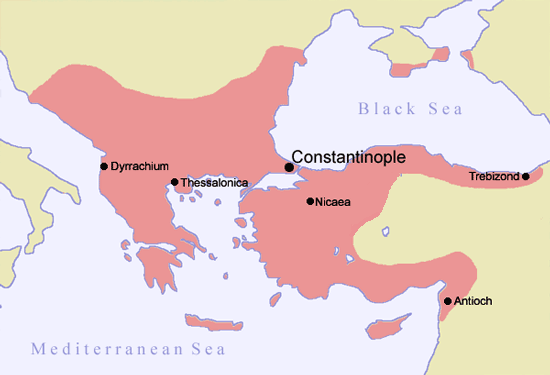
A Bizánci Birodalom I. Manuél uralkodása alatt

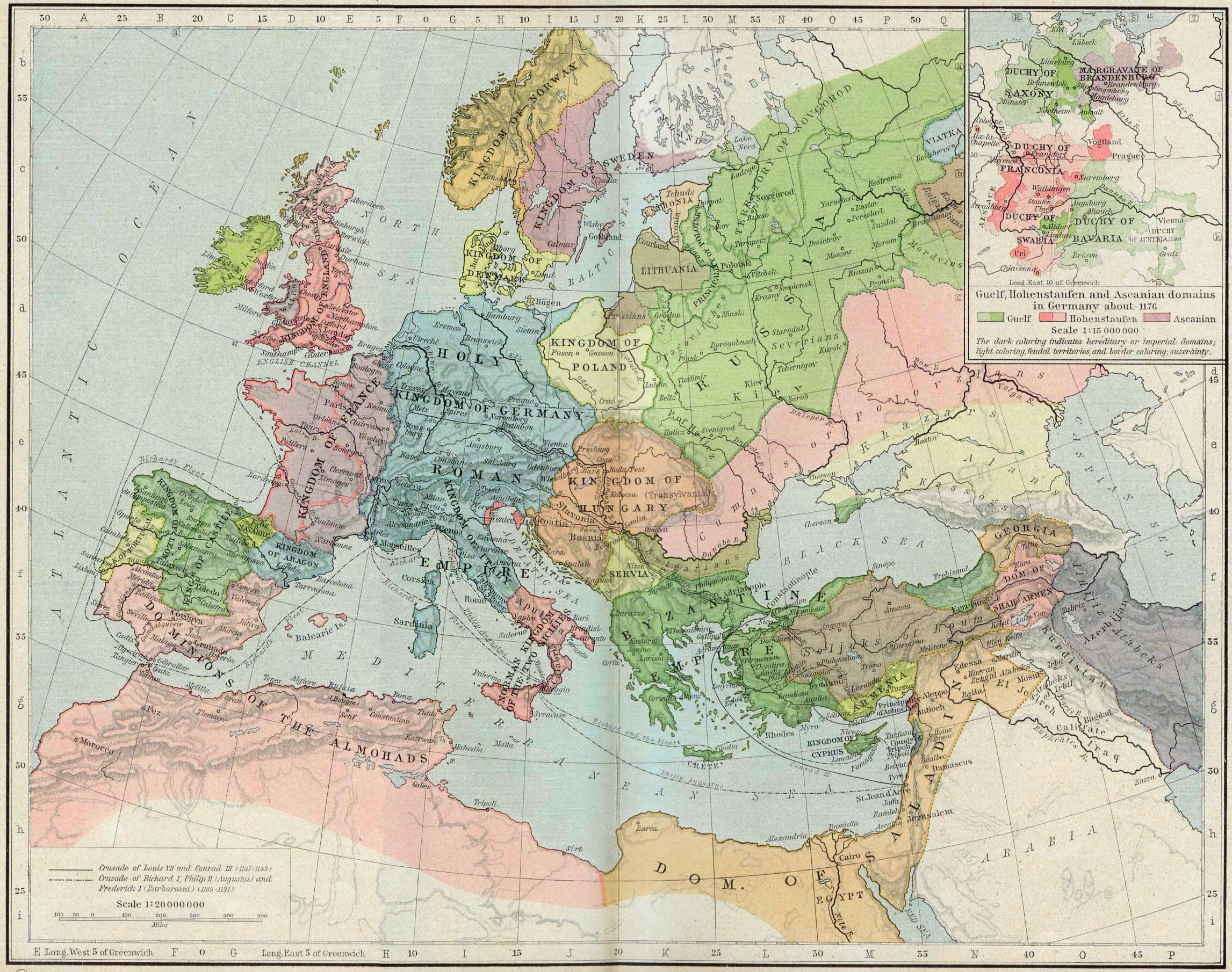
Európa 1190 körül

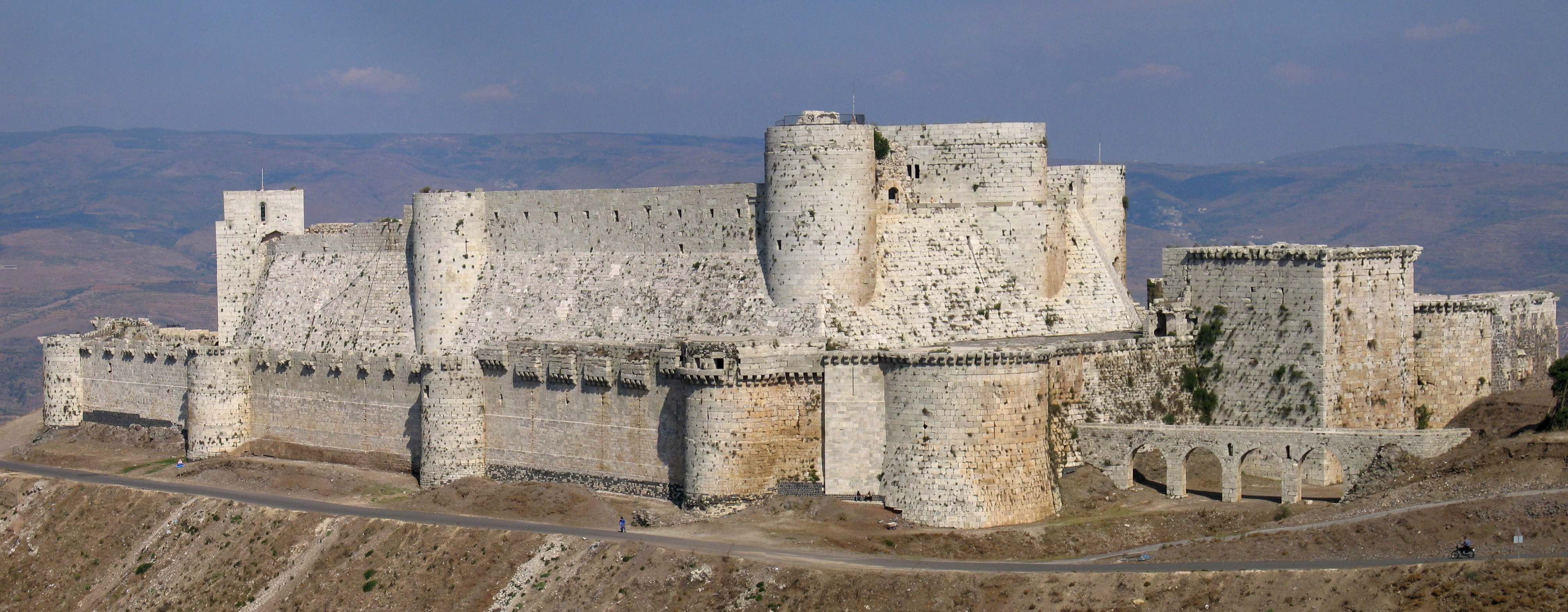
Krak des Chevaliers. A szíriai erőd a keresztes hadjáratok idején a johanniták főhadiszállása volt

- 1108-1137: VI. Lajos az egyház támogatásával hozzáfog a francia királyi hatalom kiterjesztéséhez
- 1113-1125: II. Vlagyimir Monomah az utolsó kijevi nagyfejedelem, akinek akarata még Oroszország nagy részében érvényesül. Halála után a központi vezetés eltűnik, az ország önálló fejedelemségekre bomlik szét.
- 1118-1143: II. (Komnészosz) Ióannész bizánci császár. Kiterjeszti a birodalom határait Kis-Ázsiában és a Balkánon.
- 1122: a wormsi konkordátum: befejeződik a pápaság és a császárság 1075 óta tartó küzdelme
- 1125: V. Henrikkel kihal a Száli-dinasztia Németországban. A Staufok és Welfek háborúja az egész birodalmat két táborra szakítja.
  - 1138: III. Konráddal a (Hohen)Stauf-dinasztia jut a német királyi székbe. A Welf-párttal folytatott háborút egyelőre a frankfurti béke (1142) zárja le: a Welfek (Oroszlán Henrik) megkapják a szász hercegséget, de Bajorországot elvesztik.
- 1127: II. Roger egyesíti a dél-itáliai normann államocskákat és megalapítja a Szicíliai Királyságot (1130)
- 1139-1185: I. (Hódító) Alfonz a leóni királyság vazallusa függetleníti magát hűbérurától, felveszi a Portugália királya címet, országát 1143-ban pápai hűbérnek nyilvánítja, és 1147-ben elfoglalja Lisszabont a móroktól.
- 1147: a Pireneusi-félsziget arab területei az észak-afrikai Almohád-dinasztia (1147-1269) uralma alá kerülnek
- 1152: I. (Barbarossa) Frigyest német királlyá választják 
  - 1155-ben császár és Itália királya, 1178-ban Burgundia királya; uralkodik 1190-ig.
- 1154-1189: II. Henrik angol király
  - 1171: Dublin alapításával megkezdődik az angol terjeszkedés Írországban
- 1155: Rómában kivégzik Bresciai Arnoldot, aki a pápa világi hatalma ellen lép fel
- 1158: Oroszlán Henrik megalapítja Lübeck városát, amely rövidesen a Balti-tengerre irányuló német kereskedelem bázisává válik.
- 1161: az észak-német kereskedők érdekszövetségre lépnek, amelyből később a Hanza-szövetség fejlődik ki.
- 1171: az egyiptomi Fatimida-kalifátus bukása
- 1171: megkezdődik az angol terjeszkedés Írországban
- 1176: müriokephaloni csata az Ikóniumi Szultánság szeldzsuk törökjei és a Bizánci Birodalom hadai között
- 1180-1223: II. Fülöp Ágost francia király, a feudális Francia Királyság nagyságának megteremtője
- 1187: hattíni csata Guidó jeruzsálemi király vezette keresztény és a Szaladin egyiptomi szultán vezette muzulmán sereg között
- 1198: I. Přemysl Ottokár egyesíti Cseh- és Morvaországot, és felveszi a király címet
  - A cseh királyság a 13. századtól a német-római birodalom legerősebb fejedelemsége
- Az első, második, és harmadik nyugat-európai keresztes hadjárat a Szentföldre.

### Ázsia többi része
- A Szung-dinasztia elveszíti hatalmát Észak-Kína felett (→ Csin-dinasztia).
- Japán: Taira–Minamoto-háború - két nagy japán szamurájdinasztia harca
- 1192-től: muszlim invázió Indiában
  - Nálanda, a nagy buddhista oktatási központ elpusztul Indiában.

## Találmányok, felfedezések, fejlődés
- 1100 körül: a hagyományos földművelés átalakulása Nyugat-Európában: elterjed a háromnyomásos gazdálkodás, a kerekes eke, borona, lóvontatás, vaseszközök használata; mindezek együtteseként megnő a terméshozam és a népesség. Nagyarányú belső telepítés (szűzföldek művelés alá vétele) és külső kolonizáció (nyugati, főleg német telepesek kirajzása Kelet-Európa felé).
- Az iránytű megjelenése Európában
- Terjed a nyílpuska használata a hadviselésben
- Vízimalmok megjelenése Európában, érczúzók, fújtatók, kalló- és cserzőmalmok.
- Mezőgazdasági forradalom: kerekes eke, borona, lóvontatás és vaseszközök elterjedése.

## Kultúra
- A román stílus fénykora az európai építészetben (Toulouse, Conques, Cluny, Arles, Vézelay, Durham, Pisa, Verona székesegyházai)
- Az első egyetemek alapítása Nyugat-Európában: Párizs (teológia), Bologna (jogtudomány), Oxford
- A lovagkor trubadúrköltészete Franciaországban
  - IX. Vilmos aquitániai herceg az első olyan trubadúr, akinek egyes művei fennmaradtak. Unokája, Aquitániai Eleonóra angol királyné udvara szintén a trubadúr költészet egyik központja.
- A legkorábbi lovagi eposz, az észak-francia Roland-ének keletkezése (1100 k.)
- A magyar nyelv legrégebbi egybefüggő emléke, a Halotti beszéd (1192)
- A Trisztán és Izolda megszületése

## Vallás
- 1120: Norbert von Xanten megalapítja a premontrei szerzetesrendet.
- Abélard, a párizsi teológiai iskola tanára, a skolasztika egyik legnagyobb alakja. Ellenfele clairvaux-i Szent Bernát, a keresztény misztika korai képviselője, a keresztes háborúk apostola.

## Híres személyek

### Uralkodók, hadvezérek
- I. Manuél, bizánci császár
- Könyves Kálmán, magyar király
- I. (Oroszlánszívű) Richárd, angol király
- I. Alfonz, Portugália első királya
- Szaladin, Egyiptom és Szíria uralkodója, aki ellenállt a keresztes hadjáratoknak.

### Egyéb
- Anselm canterburyi érsek, skolasztikus filozófus
- Pierre Abélard, a legkorábbi skolasztikus filozófusok egyike
- Clairvaux-i Szent Bernát francia apát, befolyásos egyházi politikus
- Leoninus, francia zeneszerző
- Perotinus, francia zeneszerző
- Omar Hajjám, perzsa költő
- Maimonidész, vezető zsidó filozófus
- Becket Tamás, Canterbury érseke

## Évek és évtizedek
Megjegyzés: A 12. század előtti és utáni évek dőlt betűvel írva.
| 1090-es évek | 1090 | 1091 | 1092 | 1093 | 1094 | 1095 | 1096 | 1097 | 1098 | 1099 |
| 1100-as évek | 1100 | 1101 | 1102 | 1103 | 1104 | 1105 | 1106 | 1107 | 1108 | 1109 |
| 1110-es évek | 1110 | 1111 | 1112 | 1113 | 1114 | 1115 | 1116 | 1117 | 1118 | 1119 |
| 1120-as évek | 1120 | 1121 | 1122 | 1123 | 1124 | 1125 | 1126 | 1127 | 1128 | 1129 |
| 1130-as évek | 1130 | 1131 | 1132 | 1133 | 1134 | 1135 | 1136 | 1137 | 1138 | 1139 |
| 1140-es évek | 1140 | 1141 | 1142 | 1143 | 1144 | 1145 | 1146 | 1147 | 1148 | 1149 |
| 1150-es évek | 1150 | 1151 | 1152 | 1153 | 1154 | 1155 | 1156 | 1157 | 1158 | 1159 |
| 1160-as évek | 1160 | 1161 | 1162 | 1163 | 1164 | 1165 | 1166 | 1167 | 1168 | 1169 |
| 1170-es évek | 1170 | 1171 | 1172 | 1173 | 1174 | 1175 | 1176 | 1177 | 1178 | 1179 |
| 1180-as évek | 1180 | 1181 | 1182 | 1183 | 1184 | 1185 | 1186 | 1187 | 1188 | 1189 |
| 1190-es évek | 1190 | 1191 | 1192 | 1193 | 1194 | 1195 | 1196 | 1197 | 1198 | 1199 |
| 1200-as évek | 1200 | 1201 | 1202 | 1203 | 1204 | 1205 | 1206 | 1207 | 1208 | 1209 |